# نينه خاتون
نينه خاتون (بالتركية: Nene Hatun)‏ (1857 – 22 مايو 1955) كانت بطلة شعبية تركية عُرفت بسالتها في قتال الجنود الروس في ساحة المعركة بعد الاستيلاء على حصن العزيزية في مقاطعة أرضروم من القوات الروسية في بداية الحرب الروسية التركية التي وقعت في الفترة ما بين 1877–1878.

## علم التأريخ التركي
وفقًا للتراث الشعبي التركي، كانت نينه خاتون تعيش في حي من أحياء أرضروم يُعرف باسم العزيزية، وكان هذا الحي يقع بالقرب من أحد الحصون الهامة التي كانت تدافع عن المدينة. وفي ليلة السابع من نوفمبر عام 1877، قام الجيش الروسي بالاستيلاء على حصن العزيزية. وكان لدى نينه خاتون شقيق يُدعى حسن توفي متأثرًا بجراحٍ شديدة للغاية في مساء هذا اليوم. وفي الصباح عندما وصل إليها خبر استيلاء الروس على حصن العزيزية، قبِّلت شقيقها المتوفى وأقسمت أن تنتقم لموته. وتركت نينه وراءها في المنزل ابنتها الصغيرة ذات الأشهر الثلاثة وابنها الشاب، وانضمت إلى المجموعة التي نظمت الهجمات المضادة على الحصن واصطحبت معها بندقية شقيقها المتوفى، بالإضافة إلى فأس صغيرة. وكانت الهجمات المضادة عبارة عن هجمات قام بها المدنيون الأتراك ومعظمهم من النساء وكبار السن المسلحين بالفؤوس ومعدات الزراعة. وقد قُتل مئات من المدنيين الأتراك برصاص الجانب الروسي ولكن غلبت الكثرة في النهاية، واستطاعوا دخول الحصون بعد تكسير أبوابها الحديدية. وأسفر القتال الذي دار بالأيدي عن مقتل نحو 2000 جندي روسي وهرب بقية الجنود (انظر: معركة أرضروم (1877)). وعندما عُثر على نينه خاتون كانت فاقدة الوعي ومصابة، وكانت يداها المخضبتان بالدماء لا تزال تقبضان بشدة على فأسها. وكانت نينه خاتون باعتراف الجميع هي الأكثر بطولية، وأصبحت رمزًا للشجاعة.

## آراء الشخصيات الأخرى المعاصرة
كانت تقارير الجهات الخارجية التي تحدثت عن أحداث معركة حصن العزيزية سلبية نوعًا ما وتحدثت عن عمليات التشويه الرهيبة التي حدثت مع الجنود الروس. فقد سجَّل سي بي نورمان، مراسل صحيفة دايلي نيوز، أن تقريبا كل الروسي وجد ملقى على الأرض قد قطع رأسه أو شوهت جثته؛ هذه الأفعال كانت ترتكبها النساء من المدينة، عندما كان رأوا أن الروس هزموا، أنطلقوا بالسكاكين، والبلطات، والأسلحة المنزلية الأخرى، للقضاء على الجرحى الساقطين على الأرض.

## أواخر حياتها

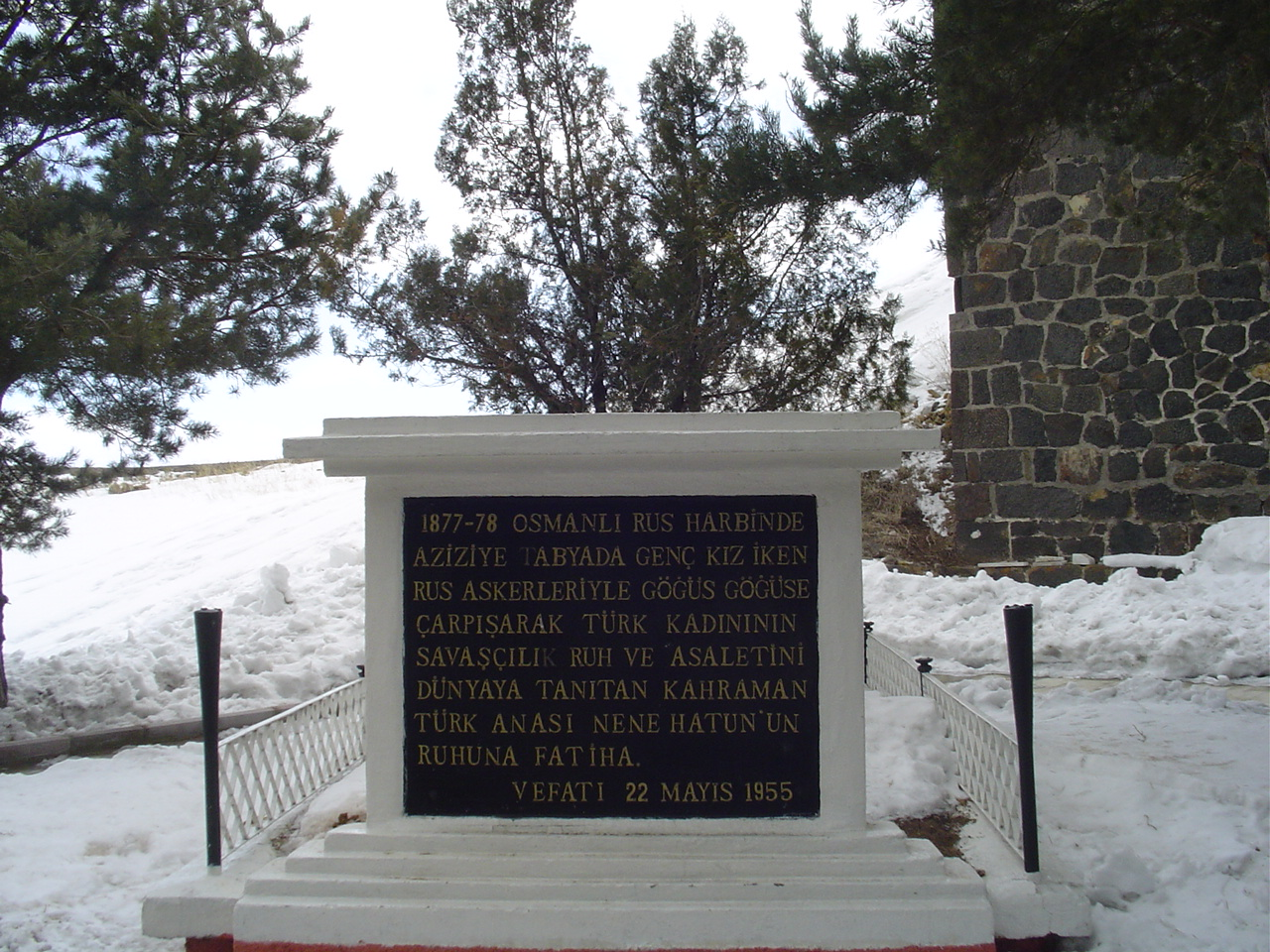
مقبرة نينه خاتون في حصن العزيزية في أرضروم

عاشت نينه خاتون بقية حياتها في العزيزية. وفي السنوات التالية، فقدت زوجها وابنها يوسف الذي قُتل في الحرب العالمية الأولى وتحديدًا في معركة جاليبولي. وبعد حرب الاستقلال التركية، عاشت نينه خاتون حياة صعبة، اعتمدت فيها على المساعدات التي كانت تقدمها لها البلدية المحلية، حتى أنها أرسلت خطابًا في عام 1943 إلى الرئيس التركي عصمت إينونو تطلب منه إعادة إرسال البدل المخصص لها والذي يعادل رغيفًا واحدًا في اليوم. وقد قام الجنرال الأمريكي ريدجواي بزيارتها في عام 1952، وعندما سألها عما إذا كان من الممكن أن تشارك في حرب جديدة، أجابته بقولها «بالتأكيد سأفعل.» في عام 1954، كانت نينه خاتون هي آخر من تبقى على قيد الحياة من المشاركين في الحرب الروسية التركية التي وقعت في الفترة ما بين 1877–1878 وقام بزيارتها قائد الجيش التركي الثالث، الجنرال براناسيل، ومنذ ذلك الوقت وحتى وفاتها، عُرفت نينه خاتون باسم «أم الجيش الثالث». وحصلت على لقب «أم الأمهات» في عيد الأم في عام 1955. وتوفيت نينه خاتون نتيجة الإصابة بمرض الالتهاب الرئوي في الثاني والعشرين من مايو عام 1955 عن عمر يناهز الثامنة والتسعين، ودُفنت في مقبرة الشهداء بحصن العزيزية.

## نينه خاتون في الأفلام
تم تصوير شخصية نينه خاتون في الفيلم التركي الذي تم إنتاجه في عام 1973 تحت عنوان غازي كادين (نينه خاتون) بطولة توركان شوراي وقادر اينانير. وكان هناك فيلم ثانِ بعنوان نينه خاتون صدر في عام 2010 

## وصلات خارجية
- Nene Hatun biography (بالتركية)
- Nene Natun's letter to President Inonu

(بالتركية)